# Bohdan Warchal
Bohdan Warchal (Orlová, 27 gennaio 1930 – Bratislava, 30 dicembre 2000) è stato un direttore d'orchestra e violinista slovacco, fondatore dell'Orchestra da camera slovacca, con la quale interpretò musica di tutte le epoche e in particolare musica barocca. In Slovacchia i componenti dell'Orchestra da camera slovacca sono noti con il nome di Warchalovci.

## Biografia
Nel 1957 si diplomò al Conservatorio di Brno e all'Accademia musicale Janáček della stessa città.
Dal 1957 al 1964 fu primo violino dell'Orchestra filarmonica slovacca di Bratislava. 
Fondò nel 1960 l'Orchestra da camera slovacca, che tenne il suo primo concerto l'11 aprile. La prima formazione era composta dai suoi ex compagni di studio e dai suoi conoscenti. Divenne con il tempo la più importante orchestra da camera slovacca, con esibizioni in tutto il mondo. Bohdan Warchal nel 1964 ne divenne direttore artistico. Fu anche insegnante: dal 1959 al 1963 fu docente esterno al Conservatorio di Bratislava, nel 1980 fu insegnante all'Alta scuola di arti musicali di Bratislava. 
Nel 1995 lasciò l'Orchestra da camera slovacca per dirigere l'Orchestra da camera di Praga, ma nel 1997 ritornò a Bratislava. 

## Riconoscimenti
- 1969 – Artista meritevole
- 1983 – Artista nazionale
- 1996 – riconoscimento per lo sviluppo del quartiere di Bratislava – Nové Mesto
- 1998 - Krištáľové krídlo alla carriera
- 1999 – Premio Fondazione Tatra banka alla carriera[1]
- 2000 – Ordine di Ľudovít Štúr di II classe